# Дарсберийская лаборатория
Дарсберийская лаборатория (англ. Daresbury Laboratory) — научно-исследовательская лаборатория, базирующаяся в Научно-технологической зоне Дарсбери (англ.) недалеко от деревни Дарсбери в графстве Чешир, Англия.
Лаборатория начала работу в 1962 году. Официально была открыта 16 июня 1967 года под названием Лаборатория ядерной физики Дарсбери тогдашним премьер-министром Великобритании Гарольдом Уилсоном. Лаборатория управляется Советом по науке и технологиям (англ.), являющимся частью UK Research and Innovation (англ.).
В настоящее время в лаборатории работает около 300 сотрудников. Директор — Сьюзан Смит.

## О лаборатории

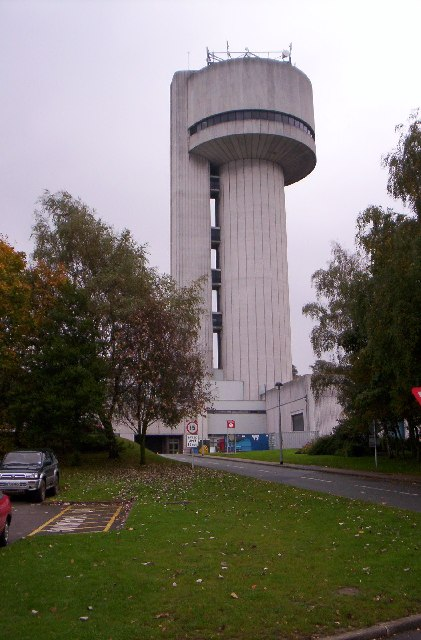
Башня Дарсбери, в которой располагается генератор Ван де Граафа. Бывший объект ядерной инфраструктуры.

Лаборатория Дарсбери известна своими передовыми в мире научными исследованиями в таких областях, как физика ускорителей, биомедицина, физика, химия, науки о материалах, инженерные и вычислительные науки. Инфраструктура лаборатории используется учеными и инженерами в качестве исследовательской базы как университетского сообщества, так и промышленного.
Лаборатория базируется в Sci-Tech Daresbury, которая поддерживает ученых, исследователей и промышленность, предоставляя совместную и инновационную среду для проведения передовых исследований.

## Технологические площадки и исследования
- В области физики ускорителей работает Институт Кокрофта (англ.), в котором работают ученые из Совета по науке и технологиям (англ.), Манчестерского, Ливерпульского, Ланкастерского университетов и Университета Стратклайда. На площадке имеются следующие ускорители:
  - VELA — компактный линейный ускоритель электронов, основанный на радиочастотной фотокатодной пушке.[1]
  - CLARA — линейный ускоритель электронов, используемый для исследований лазеров на свободных электронах.[2]
- SuperSTEM — национальный исследовательский центр по передовой электронной микроскопии. Объект принадлежит EPSRC (англ.).[3]
- Вычислительный центр имени Хартри (англ.) проводит исследования в областях высокопроизводительных вычислений, суперкомпьютеров, анализа данных и искусственного интеллекта.[4]
- Научные вычисления
- Ядерная физика
- Детекторные системы
- Центр инженерных технологий[5]
- Вовлечение общественности
- Виртуальный инженерный центр Ливерпульского университета[6]

### Бывшие площадки
- NINA
- ALICE (англ.) — ускоритель электронов, также известный как ERLP (Energy Recovery Linac Prototype, рус. Прототип ускорителя-рекуператора).[7]
- EMMA (англ.) — линейный немасштабирующий кольцевой фазотрон.
- Суперкомпьютер HPCx (англ.) — заменён суперкомпьютером HECToR (англ.), находящимся в Эдинбурге.[8]
- Источник синхротронного излучения (SRS, англ.)

## Награды
В 2009 году лаборатория удостоена звания «Самый выдающийся научный парк» в Ассоциации научных парков Великобритании.

## Рекомендации
1. ↑  'The Versatile Electron Linear Accelerator (VELA)' at astec.stfc.ac.uk. Дата обращения: 16 апреля 2020. Архивировано 2 февраля 2017 года.
2. ↑  CLARA Compact Linear Accelerator for Research and Applications. Дата обращения: 16 апреля 2020. Архивировано 2 февраля 2017 года.
3. ↑  Official website of SuperSTEM. Дата обращения: 16 апреля 2020. Архивировано 4 января 2018 года.
4. ↑  £30m grant announced by George Osborne at Daresbury Science Park. Дата обращения: 1 февраля 2013. Архивировано 23 июля 2015 года.
5. ↑  Technology at Daresbury. Дата обращения: 31 января 2019. Архивировано 1 февраля 2019 года.
6. ↑  Virtual Engineering Centre | Locations. Дата обращения: 31 января 2019. Архивировано 1 февраля 2019 года.
7. ↑  ALICE (Accelerators and Lasers In Combined Experiments) at astec.ac.uk via Wayback
8. ↑  HPCx — UK National Supercomputing Service 2002—2010 Архивная копия от 3 января 2020 на Wayback Machine Accessed 29 January 2017
9. ↑  Clay, Oliver (24 сентября 2009). Science park hailed as a UK trendsetter. Runcorn Weekly News. Trinity Mirror North West & North Wales. p. 3.
10. ↑  Public Monument and Sculpture Association Record. Дата обращения: 9 июля 2010. Архивировано из оригинала 12 августа 2010 года.